# Semiothisa johnstoni
Semiothisa johnstoni är en fjärilsart som beskrevs av Butler 1893. Semiothisa johnstoni ingår i släktet Semiothisa och familjen mätare. Inga underarter finns listade i Catalogue of Life.